# Lieja-Bastogne-Lieja 1911
La Lieja-Bastogne-Lieja 1911 fou la 6a edició de la clàssica ciclista Lieja-Bastogne-Lieja. Es va disputar el 12 de juny de 1911 sobre un recorregut de 234 km i fou guanyada pel belga Joseph van Daele, que s'imposà en solitari en l'arribada a Lieja. Els també belgues Armand Lenoir i Victor Kraenen acabaren en segona i tercera posició respectivament. Aquesta edició va estar oberta a ciclistes amateurs i independents.

## Resultats
|    | Ciclista               | Equip | Temps      |
| -- | ---------------------- | ----- | ---------- |
| 1  | Joseph van Daele (BEL) |       | 8h 10' 22" |
| 2  | Armand Lenoir (BEL)    |       | + 30"      |
| 3. | Victor Kraenen (BEL)   |       | + 1' 10"   |
| 4  | Auguste Benoit (BEL)   |       | + 1' 10"   |
| 5  | Hubert Noel (BEL)      |       | + 1' 10"   |
| 6  | Jean Rossius (BEL)     |       | + 1' 30"   |
| 7  | Félicien Salmon (BEL)  |       | + 1' 40"   |
| 8  | Jacques Coomans (BEL)  |       | + 1' 40"   |
| 9  | Alfons Lauwers (BEL)   |       | + 1' 40"   |
| 10 | Léon Scieur (BEL)      |       | + 1' 40"   |